# Juillet 1821

## Événements

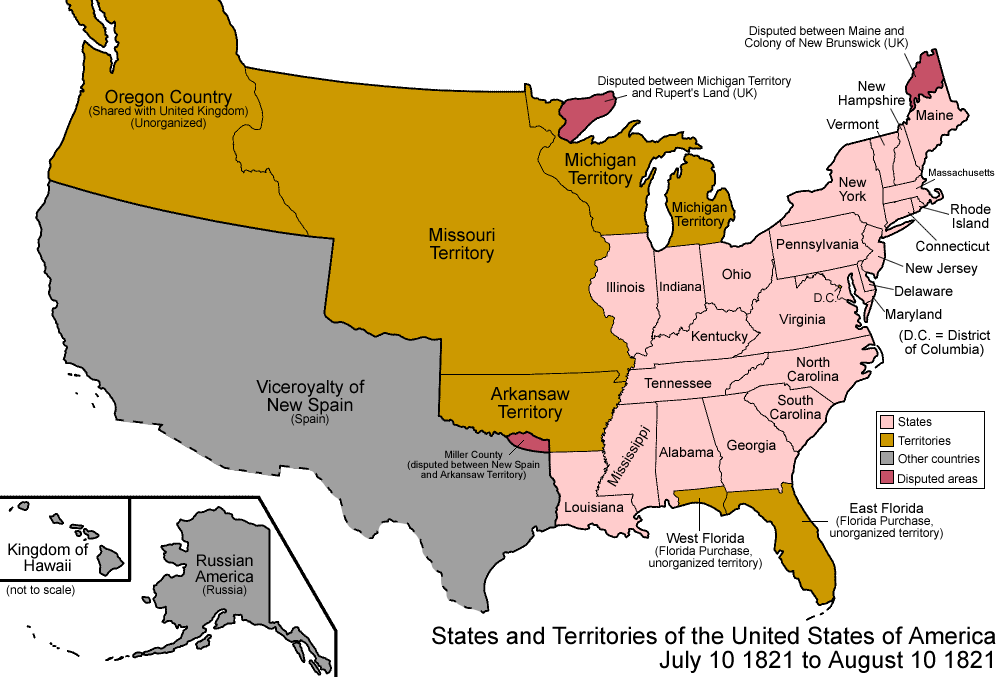
10 juillet - 10 août 1821

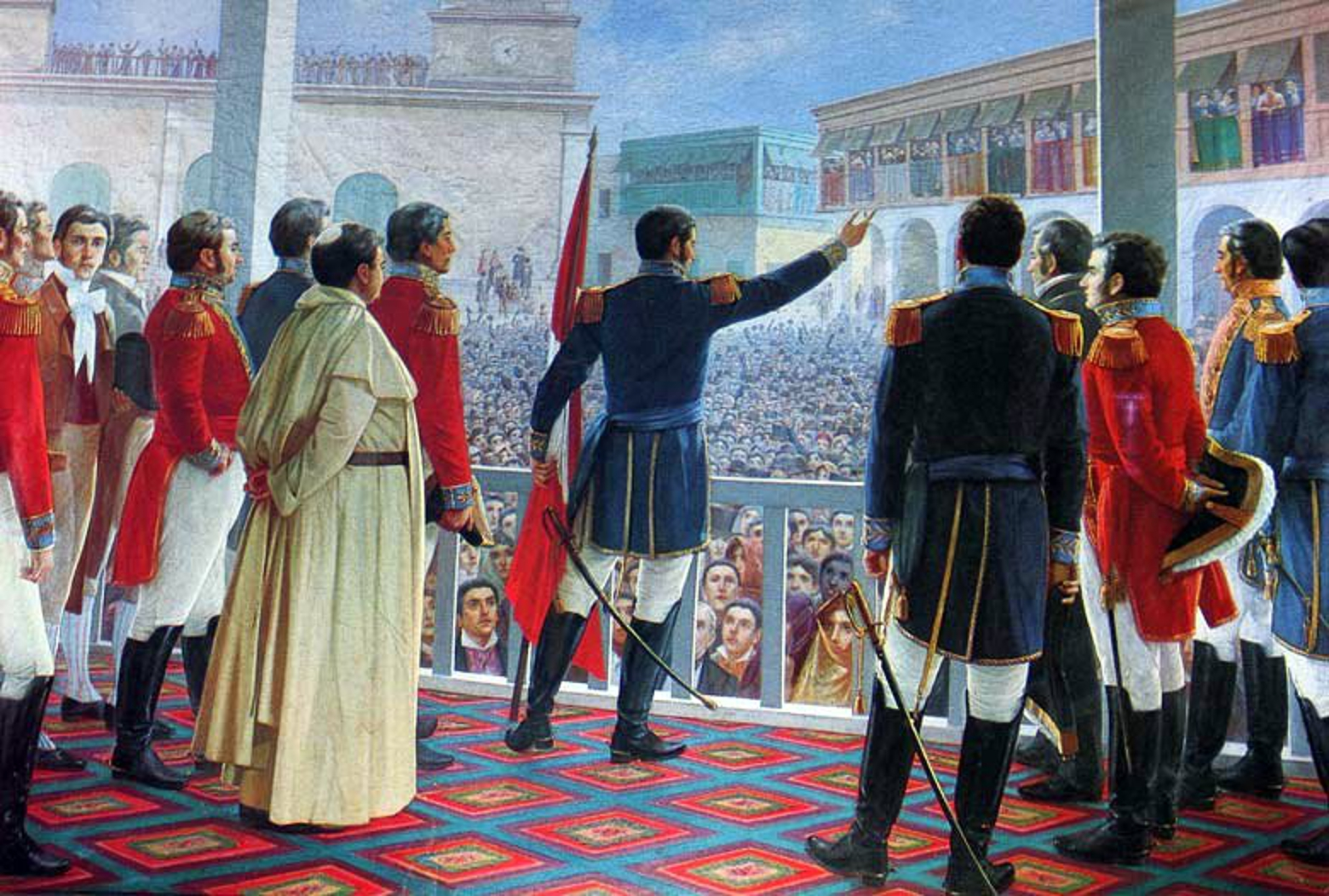
28 juillet 1821 : proclamation de l'indépendance du Pérou

- 10 juillet : le traité d'Adams-Onís entre en vigueur. Il fixe la totalité de la frontière entre les États-Unis et la Nouvelle-Espagne. Selon les termes du traité, la totalité de la Floride espagnole est vendue aux États-Unis[1]. Le traité transfère le reste des actuels Idaho et Oregon à l'Oregon Country, des parties des actuels Colorado, Oklahoma et Wyoming, ainsi que la totalité du Nouveau-Mexique et du Texas, à la Nouvelle-Espagne, et toute la Floride aux États-Unis. Les nouvelles frontières rognèrent sur le comté de Miller, dans le Territoire de l'Arkansas, qui avait été créé le 1er avril 1820 et s'étendant sous la Red River à l'intérieur de terres cédées à l'Espagne. Cependant, l'isolement de la région ne provoqua aucun conflit sérieux avec l'Espagne[2].

- 12 juillet : San Martín, débarqué au Pérou le 8 septembre 1820, prend la plate-forme de Lima[3].

- 17 juillet : Andrew Jackson devient gouverneur du Territoire de Floride[4].

- 28 juillet : proclamation de l'indépendance du Pérou par José de San Martín, déclaré « protecteur du Pérou »[3].

## Naissances
- 1er juillet : Anatole de Barthélemy (mort en 1904), archéologue et numismate français.
- 18 juillet : Pauline Garcia-Viardot, chanteuse d'opéra, compositeur